# Noordwijkerhout
Noordwijkerhout (dân số: 15,121 in May 2006) là một đô thị ở phía tây Hà Lan, trong tỉnh Zuid-Holland. Đô thị này có diện tích 23,40 km² (trong đó 0,80 km² mặt nước). Thị trấn là nơi trồng hoa tulip.
Đô thị Noordwijkerhout Đô thị này gồm các thị xã, thị trấn, làng sau: De Zilk.